# Ariane (film 1974)
Ariane è un film del 1974 diretto da Pierre-Jean de San Bartolomé.
Adattamento irreale della leggenda di Arianna e il Minotauro.